# 凤凰镇 (张家港市)
凤凰镇，是中华人民共和国江苏省苏州市张家港市下辖的一个乡镇级行政单位。2019年被评为中国文化百强镇。

## 行政区划
凤凰镇下辖以下地区：
凤凰社区、港口社区、西张社区、凤凰村、鸷山村、夏市村、高庄村、杨家桥村、程墩村、清水村、杏市村、恬庄村、双塘村、金谷村、双龙村、西参村、魏庄村和安庆村。